# 濮陽興
濮陽興（3世紀—264年），字子元，兗州陳留郡外黃（今河南省民權縣西北）人，三國时期孫吳丞相。

## 早期背景
父親濮陽逸於東漢末年到江東避亂，在那獲得吳郡名門陸遜之弟陸瑁的幫助，後曾在孫權治下出任長沙太守。
濮陽興年輕時就已經很有名氣，从孫權时期开始，先后担任上虞令、尚書左曹、五官中郎將。濮陽興在擔任五官中郎將時期，曾作為使節出使蜀漢。後又出任会稽太守，257年與山陽縣人朱育討論本郡名士，在任上與當時居住在會稽的琅琊王孫休彼此交好。

## 官宦生涯

### 孫休時期
太平三年（258年，魏甘露三年，蜀景耀元年）十月，權臣孫綝廢帝孫亮為會稽王，立孫休為帝。兩個月後，孫休誅殺孫綝一黨，徵召親信濮陽興为太常，拜衛將軍，平軍國事，進封外黃侯。
永安二年（259年，魏甘露四年，蜀景耀二年）二月，孫休下詔，鼓勵農事。翌年（260年）秋，都尉嚴密提議在丹楊（位於今江蘇省與安徽省兩省交界處）围湖墾田，築建浦里塘。丹楊湖是古代南方著名的大澤，百官都認為这是耗費巨大且未必能完成的工程，只有濮陽興認為計劃可行，最後由他召集軍隊完成了這項工程。但浦里塘建造期間，工程艱難，花費巨大，許多士兵在建造過程中死去，百姓因此非常怨恨濮阳興。
永安五年（262年，魏景元三年，蜀景耀五年）冬十月，濮陽興升任为丞相，與孫休的寵臣左将军張布一起被委以重用，當時張布負責管理宮政，濮陽興負責軍國要事，兩人相互勾结，令國內大为失望。
永安六年（263年，魏景元四年，蜀炎興元年）冬十月，吳國的交阯郡吏呂興發起叛亂，不久又傳來魏國大舉伐蜀的消息，孫休命令大軍三路伐魏以救援蜀國，但依然沒能來得及。丞相濮陽興建議抽調屯田的一萬人充入軍隊，來補充吳國戰力。

### 孫晧時期
永安七年（264年，魏咸熙元年）七月，吳主孫休將長子孙𩅦託付給濮陽興後逝世。但在孫休死後，濮陽興並未遵從他的意愿立太子孫𩅦為帝。當時盟國蜀漢已經滅亡，吳國的交阯一帶又發生了叛亂，大臣們都認為應當擁立一位較年長的君主來領導國家。左典軍萬彧极力向濮阳興和张布推荐烏程侯孫皓，稱他是“長沙桓王之疇”，濮阳兴、张布被萬彧說服。在經朱太后同意後，濮陽興與大將軍丁奉等重臣一起迎立孫皓為帝。孫皓即位後，濮陽興因為迎立為功，被加封为侍中，遙領青州牧。
孫皓改年號元興（264年），期間嘉獎官吏，抚恤百姓，發放糧食，救濟窮人，并且下令减省宮女和放生宮内多餘的珍禽異獸，當時人們都把他稱為明主。但很快，地位穩固後的孫皓便顯露出魯莽暴躁、驕傲自滿、迷信以及嗜酒好色的一面。當初擁立他的濮陽興、張布對孫皓的轉變感到震驚和失望，結果被萬彧秘密告發。同年十一月初一（12月6日），濮陽興、張布入朝時被孫皓逮捕，叛處流放廣州，後於同月在流放途中被孫皓派人處死，家属也遭誅殺。此時，距離兩人迎立孫皓才過了不到四個月。

## 評價
- 陳壽評曰：“濮陽興身居宰輔，慮不經國，協張布之邪，納萬彧之說，誅夷其宜矣。”（《三国志•吴书•诸葛滕二孙濮阳传十九》）

## 延伸阅读
[在维基数据编辑]
 《三國志·卷64》，出自陳壽《三國志》

| 官衔            | 官衔                   | 官衔                         |
| --------------- | ---------------------- | ---------------------------- |
| 前任： 孫恩     | 孫吳衛將軍 259年—262年 | 繼任： 滕牧                  |
| 前任： 丞相孫綝 | 孫吳丞相 262年—264年   | 繼任： 左丞相陸凱 右丞相万彧 |